# Il Centro
il Centro è un quotidiano abruzzese con sede e redazione a Pescara e con una seconda redazione locale all'Aquila. Il suo primo numero uscì il 3 luglio 1986.

## Storia
Il quotidiano fu fondato nel 1986 per ovviare all'assenza di una voce autonoma che esprimesse la realtà abruzzese; fu chiamato "Il Centro – Quotidiano dell'Abruzzo" per sottolineare non solo la collocazione geografica della regione, situata al centro della penisola italiana, ma anche la linea editoriale aperta a tutte le voci.
L'editrice era la SECI, divisa in parti uguali fra la Editoriale L'Espresso, presieduta da Carlo Caracciolo, e la SEA di Franco Sensi. Il giornalista Ugo Zatterin, già alla guida del TG2, ne fu il primo direttore fino al 1989.
Nel 1993 la Finegil del Gruppo Editoriale L'Espresso incorporò la SECI, acquisendo tutta la proprietà.
Dopo Zatterin il Centro è stato diretto dai giornalisti Andrea Barberi, Ernesto Vigna, Carlo Pucciarelli, Sergio Milani, Pier Vittorio Buffa, Antonio Del Giudice, Luigi Vicinanza, Roberto Marino, Sergio Baraldi e Mauro Tedeschini. Dopo la cessione della testata dalla Finegil a un gruppo di imprenditori abruzzesi, dal novembre del 2016 è stato nominato nuovo direttore responsabile il giornalista Primo Di Nicola, a cui dopo circa un anno è succeduto con la carica di direttore pro tempore il redattore capo Piero Anchino.
Il giornale ha la maggiore quota di mercato in Abruzzo (oltre il 60%) sia per quanto riguarda la diffusione che la raccolta pubblicitaria attraverso la concessionaria di pubblicità Manzoni.
La redazione aquilana a seguito dei gravi danni subiti dal terremoto del 2009 è stata prima delocalizzata e successivamente inaugurata nella nuova sede di viale Corrado IV.
Nel settembre del 2016 il quotidiano viene ceduto dal Gruppo Editoriale L'Espresso (che l'anno seguente diverrà GEDI Gruppo Editoriale) a una cordata di imprenditori abruzzesi capeggiati da Luigi Pierangeli, già proprietario della televisione locale Rete8 (con cui nasce una proficua sinergia editoriale) e di diverse cliniche in regione.

## Edizioni
- Pescara
- L'Aquila-Avezzano-Sulmona
- Chieti-Lanciano-Vasto
- Teramo